# Чоботар Анатолій Олексійович
Анатолій Олексійович Чоботар (нар. 7 квітня 1941, Кишинів, Молдавська РСР — пом. 12 листопада 1971, Вінниця, УРСР) — радянський футболіст, нападник.

## Життєпис
У 1963 році після закінчення Криворізького авіаційного училища цивільної авіації відпрацював три місяці, отримав диплом і разом зі своїм приятелем Валерієм Яворським перебрався на запрошення до Бєльців, до «Будівельника», який виступав у класі «Б». Того ж року вони виграли кубок серед футбольних шкіл СРСР. Під час виступів за «Будівельник» ним зацікавилася «Молдова» із Кишинева. У 1966 році перебрався в Махачкалу, того ж року у нього народилася перша дитина. Наступного сезону клуб очолив Іван Золотухін, колишній тренер «Авинтула», а сам Чоботар перебрався до п'ятигорського «Машука», де грав до закінчення кар'єри.
Після завершення футбольної кар'єри, на вимогу матері, пішов працювати за фахом.
Загинув 12 листопада 1971 року в авіакатастрофі у Вінниці.